# 史瓦西半徑

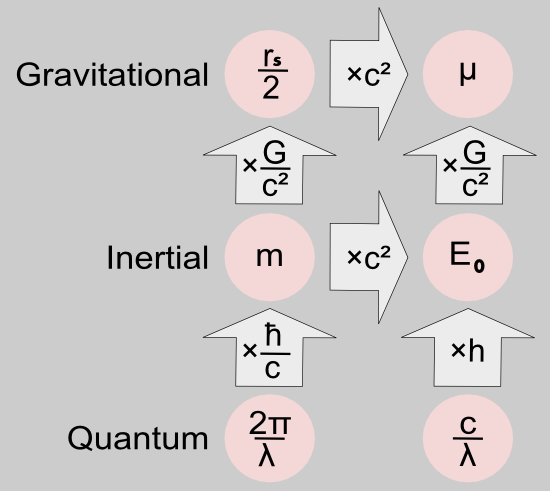
上图展示五个互相关联的质量的特性以及将这些特性联系起来的正比例常数。每一个质量的例子，都被认为包含全部的五个特性，然而，由于巨大的比例系数，通常很难确认两个或者三个以上的属性。- 史瓦西半径（r_{s}）表示物质弯曲时空的能力。- 標準引力參數（μ）表示一个物体对其他物体施加牛顿引力的能力。- 惯性质量（m）表示质量对力的牛顿响应。- 静止质量（E_{0}）表示质量转换成其他形式能量的能力。- 康普顿波长（λ）表示质量对局部时空几何的量子响应。

- 史瓦西半径（rs）表示物质弯曲时空的能力。
- 標準引力參數（μ）表示一个物体对其他物体施加牛顿引力的能力。
- 惯性质量（m）表示质量对力的牛顿响应。
- 静止质量（E0）表示质量转换成其他形式能量的能力。
- 康普顿波长（λ）表示质量对局部时空几何的量子响应。

史瓦西半徑（英語：Schwarzschild radius）是任何具有質量的物质都存在的一个臨界半徑特征值。在物理学和天文学中，尤其在万有引力理论、广义相对论中，它是一个非常重要的概念。1916年，德國天文學家卡爾·史瓦西首次发现史瓦西半徑的存在，这个半径是一个球状对称、不自转又不帶電荷的物体的重力场的精确解。该值的含义是，如果特定质量的物质被压缩到该半径值之内，将没有任何已知类型的力（如简并压力）可以阻止该物质自身的重力将自己压缩成一个奇点。
符合條件（即不自轉、不帶電）的任何物体的史瓦西半徑皆与其质量成正比。理論上，太阳的史瓦西半徑约为3公里，地球的史瓦西半徑只有约9毫米。
一個不少於3.2個太陽質量的星體一旦塌縮至小於它的史瓦西半徑便會因為自身重力塌縮成為一點，从而變成黑洞。对于一个已经形成的黑洞来说，若将史瓦西半徑内的物质看作一个系统，则该系统内的任何物质都无法逃逸出该半径之外。换句话说，该半径也是不带电荷无自转黑洞的视界，光和粒子均无法逃离这个球面。由于黑洞的无毛性（即我们无法得到有关黑洞内部的有效信息），再加上目前所知的科学定律在史瓦西半徑内均会失效，因此我们无法观测或者预测史瓦西半徑内的事件。也就是说，我们无法确切知道黑洞内是否存在一个由某种物质组成的球体，如果存在的话，其球体的半径是多少。正因如此，视界通常被认为是黑洞的表面。又因为黑洞视界本身很難直接测量，史瓦西半徑等类似方法就作为估算视界半径的方法。银河中心的超大質量黑洞的史瓦西半徑估計约为780万公里（地球的史瓦西半徑約為9毫米）。一个平均密度等于临界密度的球体的史瓦西半徑等于我们的可觀測宇宙的半径，也就是說如果可觀測宇宙的平均密度為臨界密度，其本身可被理解為一個黑洞。
然而，旋轉黑洞、帶電荷黑洞及旋轉並帶電黑洞的解則較為複雜，在不同的條件下，它們可以有兩层、一层或者甚至沒有视界（裸奇異點）。

## 比较
|          | 史瓦西半徑 (m)        | 密度 (g/cm3) |
| -------- | --------------------- | ------------ |
| 银河     | 2.08×1015 (~0.2 光年) | 3.72×10-8    |
| 太阳     | 2.95×103              | 1.84×1016    |
| 地球     | 8.87×10-3             | 2.04×1027    |
| 人馬座A* | 1.27×1010             | 1.1×103      |

## 公式
一个物体的史瓦西半徑与其质量呈正比，其比例常数中仅有万有引力常数和光速出现。史瓦西半徑的公式，其實是從物件逃逸速度的公式衍生而來。它將物件的逃逸速度設為光速，配合萬有引力常數及天體質量，便能得出其史瓦西半徑。
{\displaystyle r_{s}={\frac {2Gm}{c^{2}}}}
當中，
{\displaystyle r_{s}}代表史瓦西半徑；
{\displaystyle G}代表萬有引力常數，即6.67×10-11 N m2 / kg2；
m代表天體質量；
c²代表光速的平方值，即 (299,792,458 m/s)² = 8.98755×1016 m²/s²。
把常數的數值計算，這條公式也可寫成
{\displaystyle r_{s}=m\times 1.48\times 10^{-27}}
{\displaystyle r_{s}}的單位是「米」，而{\displaystyle m}的單位則是「千克」。
要注意的是，雖然以上公式能計算出準確數值，但需透過廣義相對論才能夠正确推導出史瓦西半徑。有人认为牛頓力學及廣義相對論能導出相同結果，純粹是巧合而已，但也有人认为这暗示着尚未被发现的理论。

### 從牛頓力學出發
下述為上式以經典力學為依歸的推導過程，雖然結果與用廣義相對論得出的解不謀而合，也不能視為正確，因牽涉到光速，而必須作相對性的修正，僅供參考。
設一物體{\displaystyle a}質量為{\displaystyle m_{a}}，想擺脫一質量為{\displaystyle m}、半徑為{\displaystyle r}的星體的引力場，飛到無限遠處，開始時該物體在星體的表面上。因此，它的動能必須大於重力勢能
{\displaystyle {\frac {1}{2}}m_{a}v^{2}\geq {\frac {Gm_{a}m}{r}}}
移項後得出
{\displaystyle v\geq {\sqrt {\frac {2Gm}{r}}}}……①
此時，上式的{\displaystyle v}就是物體{\displaystyle a}的脫離速度。
若該星體是一個黑洞，而物體{\displaystyle a}剛位於它的視界之上，則
{\displaystyle r=r_{s}}……②
此刻，其脫離速度必為光速{\displaystyle c}，所以
{\displaystyle v=c}……③
把②與③代入①得
{\displaystyle c\geq {\sqrt {\frac {2Gm}{r_{s}}}}}
整理後再改寫成
| {\displaystyle r_{s}={\frac {2Gm}{c^{2}}}} |

由此結論可知：
當把星體視為完美球體
可得體積為
V={\displaystyle {\frac {4}{3}}\pi \left({\frac {2MG}{c^{2}}}\right)^{3}}
而密度的臨界值
D={\displaystyle {\frac {3}{32}}{\frac {c^{6}}{\pi M^{2}G^{3}}}}
所以當
D{\displaystyle \geq {\frac {3}{32}}{\frac {c^{6}}{\pi M^{2}G^{3}}}}時·星體會因為重力塌縮而變為黑洞。
從以上結論不難得知其星體的質量越大，密度的臨界值會越低。

## 分类

### 超大质量黑洞
假如一个天体的密度为1,000千克/立方米（水在普通条件下的密度），而其质量约为1.5亿个太阳质量的话，它的史瓦西半徑会超过它的自然半径，这样的黑洞被称为是超大质量黑洞。绝大多数今天观察到的黑洞的迹象来自于这样的黑洞。一般认为它们不是由星群收缩碰撞造成的，而是从一个恒星黑洞开始不断增长、与其它黑洞合并而形成的。一个星系越大其中心的超大质量黑洞也越大。

### 恒星黑洞
假如一个天体的密度为核密度（约1018千克/立方米，相当于中子星的密度）而其总质量在太阳质量的三倍左右则该天体会被压缩到小于其史瓦西半徑，形成一个恒星黑洞。

### 微黑洞
小质量的史瓦西半徑也非常小。一个质量相当于喜马拉雅山的天体的史瓦西半徑只有一纳米。目前没有任何可以想象得出来的原理可以产生这么高的密度。一些理论假设宇宙产生时会产生这样的小型黑洞。